# Where Does My Heart Beat Now
Where Does My Heart Beat Now è una canzone della cantante canadese Céline Dion, registrata per il suo primo album in lingua inglese, Unison (1990). Il brano è stato rilasciato dalla Columbia Records in Canada nell'ottobre 1990 come terzo singolo e come primo singolo negli Stati Uniti alla fine del 1990 e in altre parti del mondo.
La canzone scritta da Robert White Johnson e Taylor Rhodes nel 1988 e prodotta da Christopher Neil, fu accolta positivamente dalla critica e vinse anche un ASCAP Pop Award.
È stato il singolo di maggior successo dall'album Unison ed è diventato anche il primo singolo in inglese della cantante a raggiungere le più alte posizioni in classifica. Where Does My Heart Beat Now raggiunse la quarta posizione della Billboard Hot 100, permettendo alla Dion di essere la prima artista franco-canadese ad aggiudicarsi una posizione nella top ten americana. Il singolo raggiunse anche la seconda posizione della Hot Adult Contemporary Tracks e si posizionò anche nelle top ten di Norvegia e Canada.
Per la promozione del brano furono realizzati tre videoclip musicali.

## Antefatti, pubblicazioni e videoclip musicale
Nel 1989, Cèline Dion stava registrando il suo primo album in lingua inglese, Unison. Uno dei brani scelti per l'album era Where Does My Heart Beat Now scritto da Robert White Johnson e Taylor Rhodes e prodotto da Christopher Neil. Il 6 maggio 1989, la Dion cantò il brano per la prima volta durante l'Eurovision Song Contest tenutosi a Losanna, in Svizzera. La canzone fu rilasciata come terzo singolo in Canada nell'ottobre 1990 e poi emessa come singolo apripista di Unison alla fine del 1990 negli Stati Uniti e nel resto del mondo.
Per promuovere il singolo furono realizzati due videoclip musicali diversi: la prima versione fu quella pubblicata in contemporanea con l'uscita del singolo per il mercato canadese e girata con scene in bianco e nero. Nel novembre 1990 negli Stati Uniti fu rilasciata una seconda versione del videoclip musicale, girato con scene a colori e diretta da David Phillips.

## Recensioni da parte della critica
Dave Sholin del Gavin Report scrisse riguardo alla canzone: "La scalata della classifica Adult Contemporary di quest'astista franco - canadese che ha imparato a parlare l'inglese in soli tre anni fa - un fatto sorprendente è il modo in cui gestisce questa emozionante ballad." Stephen Thomas Erlewine di AllMusic definì il singolo "un esordio americano raffinato e sofisticato" insieme a (If There Was) Any Other Way. L'editore di Chicago Tribune, Jan De Knock, scrisse:" Céline Dion brilla luminosamente su canzoni d'amore, inclusa la sua hit corrente Where Does My Heart Beat."

## Successo commerciale
In Canada, Where Does My Heart Beat Now entrò nelle classifiche nell'ottobre 1990, raggiungendo la posizione numero sei della Record's Retail Singles Chart l'8 aprile 1991. Inoltre fu in cima alla RPM 40 Adult Contemporary per due settimane nel febbraio 1991. Negli Stati Uniti il singolo debuttò nella Billboard Hot 100 l'8 dicembre 1990 e raggiunse la quarta posizione il 2 marzo 1991 diventando il primo successo della Dion ad entrare nella top ten della classifica americana dei singoli più venduti. Grazie al suo singolo Céline è la prima artista franco-canadese a posizionarsi nella top ten della Billboard Hot 100. La traccia entrò anche nella Hot Adult Contemporary Tracks di Billboard il 27 ottobre 1990, raggiungendo la seconda posizione nel febbraio 1991. Where Does My Heart Beat Now ebbe successo anche in Europa. In Norvegia raggiunse la numero quattro nel marzo 1991, mentre in Irlanda, Francia, Belgio, Paesi Bassi e Nuova Zelanda salì nella top 40. La canzone apparse anche nella classifica britannica.

## Interpretazioni dal vivo
Céline Dion eseguì per la prima volta Where Does My Heart Beat Now all'Eurovision Song Contest 1989, insieme alla canzone vincitrice dell'anno precedente, Ne partez pas sans moi. Il singolo fu cantato in vari show televisivi canadesi e statunitensi tra il 1990 e il 1991, come il The Tonight Show, Good Morning America, Live with Regis and Kathie Lee, Into the Night with Rick Dees e il Super Dave Show. La Dion si è esibì anche nelle televisioni norvegesi e olandesi nel 1991 e anche durante i Juno Award del 1991. Where Does My Heart Beat Now è una delle hit più importanti della carriera di Céline Dion, infatti fu cantata anche durante le sue tournée come: Unison Tour, Celine Dion in Concert, The Colour of My Love Tour, D'eux Tour, Falling into You Tour e la Tournée Européenne 2013. Le esibizioni dal vivo sono state pubblicate anche sui alcuni album e vhs della cantante come The Colour of My Love Concert, registrato nel 1993, e À l'Olympia del 1994. Céline Dion ha interpretato Where Does My Heart Beat Now anche durante il suo residency show Celine, tenutosi a Las Vegas.

## Premi e riconoscimenti
Il 13 maggio 1992, Where Does My Heart Beat Now ha ricevuto un ASCAP Pop Award per la canzone ASCAP più eseguita durante l'anno 1991 (1 ottobre 1990 - 30 settembre 1991). Inoltre, l'esibizione di Céline con Where Does My Heart Beat Now ai Juno Award del 1991 fu candidata ai Gemini Award nella categoria Miglio Performance in un Programma di Varietà o in una Serie Televisiva.

## Formati e tracce
CD Singolo (Australia) (CBS: 656326 2)
1. Where Does My Heart Beat Now – 4:33 (testo: Robert White Johnson – musica: Taylor Rhodes)
2. I Feel Too Much – 4:09 (Eric Pressly, Tom Keane)

CD Singolo Promo (Canada) (Columbia: CDNK 548)
1. Where Does My Heart Beat Now – 4:33 (testo: Johnson – musica: Rhodes)

CD Maxi-Singolo (Europa) (Columbia: 656326 2)
1. Where Does My Heart Beat Now – 4:33 (testo: Johnson – musica: Rhodes)
2. I Feel Too Much – 4:09 (Pressly, Keane)
3. I'm Loving Every Moment With You – 4:08 (Keane, Pressly, Tyler Collins)

CD Mini-Singolo (Giappone) (Epic: ESDA 7056)
1. Where Does My Heart Beat Now – 4:32 (testo: Johnson – musica: Rhodes)
2. I Feel Too Much – 4:09 (Pressly, Keane)

CD Singolo Promo (Stati Uniti) (Columbia: ESK 73536)
1. Where Does My Heart Beat Now – 4:33 (testo: Johnson – musica: Rhodes)

LP Singolo 7" (Australia, Europa) (CBS: 656326 7)
1. Where Does My Heart Beat Now – 4:33 (testo: Johnson – musica: Rhodes)
2. I Feel Too Much – 4:09 (Pressly, Keane)

LP Singolo 7" (Filippine) (Epic: QEL 45-20217)
1. Where Does My Heart Beat Now – 4:33 (testo: Johnson – musica: Rhodes)
2. I Feel Too Much – 4:09 (Keane, Pressly)

LP Singolo 7" (Regno Unito) (Epic: 656326 7)
1. Where Does My Heart Beat Now – 4:10 (testo: Johnson – musica: Rhodes)
2. I Feel Too Much – 4:09 (Keane, Pressly)

LP Singolo 12" (Paesi Bassi) (Columbia: COL 656326 6)
1. Where Does My Heart Beat Now – 4:33 (testo: Johnson – musica: Rhodes)
2. I Feel To Much – 4:09 (Pressly, Keane)
3. I'm Loving Every Moment With You – 4:08 (Keane, Pressly, Collins)

LP Singolo 12" (Regno Unito) (Epic: 656326 6)
1. Where Does My Heart Beat Now – 4:33 (testo: Johnson – musica: Rhodes)
2. I'm Loving Every Moment With You – 4:08 (Keane, Pressly, Collins)
3. I Feel To Much – 4:09 (Pressly, Keane)

MC Singolo (Australia) (CBS: 656326 4)
1. Where Does My Heart Beat Now – 4:33 (testo: Johnson – musica: Rhodes)
2. I Feel To Much – 4:09 (Pressly, Keane)

MC Singolo (Canada) (Columbia: C4T 3151)
1. Where Does My Heart Beat Now – 4:33 (testo: Johnson – musica: Rhodes)
2. I Feel To Much – 4:09 (Pressly, Keane)

MC Singolo (Francia) (Columbia: 656326 4)
1. Where Does My Heart Beat Now – 4:33 (testo: Johnson – musica: Rhodes)
2. I Feel To Much – 4:09 (Pressly, Keane)

MC Singolo (Regno Unito) (Epic: 656326 4)
1. Where Does My Heart Beat Now – 4:33 (testo: Johnson – musica: Rhodes)
2. I Feel To Much – 4:09 (Pressly, Keane)

MC Singolo (Stati Uniti) (Epic: 34T73536)
1. Where Does My Heart Beat Now – 4:33 (testo: Johnson – musica: Rhodes)
2. I Feel To Much – 4:09 (Pressly, Keane)

## Classifiche

### Classifiche settimanali
| Classifica (1990-1993)                                | Posizione massima raggiunta |
| ----------------------------------------------------- | --------------------------- |
| Belgio Fiandre (Ultratop 50)                          | 23                          |
| Canada (RPM 100 Hit Tracks)                           | 22                          |
| Canada (RPM 40 Adult Contemporary)                    | 1                           |
| Canada (The Record's Retail Singles Chart)            | 6                           |
| Europa (European Hot 100 Singles)                     | 85                          |
| Francia (SNEP)                                        | 20                          |
| Irlanda (IRMA)                                        | 13                          |
| Norvegia (VG-lista)                                   | 4                           |
| Nuova Zelanda (The Official NZ Music Charts)          | 36                          |
| Paesi Bassi (Dutch Top 40)                            | 24                          |
| Regno Unito (Official Singles Chart Top 75)           | 72                          |
| Stati Uniti (Billboard Hot 100)                       | 4                           |
| Stati Uniti (Billboard Hot Adult Contemporary Tracks) | 2                           |

### Classifiche di fine anno
| Classifica (1990)                                      | Posizione |
| ------------------------------------------------------ | --------- |
| Canada (RPM Top 100 Adult Contemporary Tracks of 1990) | 70        |
| Classifica (1991)                                      | Posizione |
| Canada (RPM Top 100 Adult Contemporary Tracks of 1991) | 9         |
| Norvegia (Top Single 20 Vinter 1991)                   | 15        |
| Paesi Bassi (Dutch Top 40)                             | 230       |
| Stati Uniti (Billboard Hot 100)                        | 37        |
| Stati Uniti (Billboard Hot Adult Contemporary Tracks)  | 7         |

## Crediti e personale
Registrazione
- Registrato ai West Side Studios di Londra

Personale
- Chitarra - Phil Palmer
- Batteria - Andy Duncan
- Musica di - Taylor Rhodes
- Percussioni - Andy Duncan
- Produttore - Christopher Neil
- Testi di - Robert White Johnson

## Cronologia di rilascio
| Paese       | Data | Formato                                     |
| ----------- | ---- | ------------------------------------------- |
| Australia   | 1990 | CD • Musicassetta • Vinile (7")             |
| Canada      | 1990 | Musicassetta                                |
| Europa      | 1990 | CD • Vinile (7")                            |
| Filippine   | 1990 | Vinile (7")                                 |
| Francia     | 1990 | Musicassetta                                |
| Giappone    | 1990 | CD Mini                                     |
| Paesi Bassi | 1990 | Vinile (12")                                |
| Regno Unito | 1990 | CD Maxi • Musicassetta • Vinile (7"), (12") |
| Stati Uniti | 1990 | Musicassetta                                |

## Cover di altri interpreti
La cantante hongkonghese, Cass Phang (彭羚) ha registrato una versione cantonese di Where Does My Heart Beat Now , intitolata You 再 愛 我 嗎" (Are You Still Love Me) pubblicata nel 1993. Del brano di Céline Dion fu registrata anche una versione portoghese dalla cantante brasiliana Rosanah Fienngo. La canzone si chiama Enquanto Os Nossos Sonhos Passam ed è stata adattata dal compositore Cláudio Rabello ed è stata inclusa nell'album pubblicato dalla cantante brasiliana nel 1994, Essa Sou Eu. Il cantante pop giapponese Kaho Shimada (島 田歌 穂) nel 1995 cantò una versione giapponese di Where Does My Heart Beat Now, intitolata 真実の愛はただひとつだけ (Just Only One True Love).